# Assistance Coesfeld
Der Assistance Coesfeld – seit 2000 Team Heidifoto Coesfeld – ist ein Tischtennisverein aus Coesfeld. Überregional bekannt wurde er durch seine Damenmannschaft, die von 1998 bis 2002 in der Ersten Bundesliga spielte.

## Vereinsgeschichte
Unter Manager Achim Funk setzte sich der Verein Assistance Coesfeld in den 1990er Jahren das Ziel, die 1. Damen-Bundesliga zu erreichen. Von 1994 bis 1996 spielte das Team in der Regionalliga und stieg dann in die 2. Bundesliga Nord auf. Man verstärkte sich mit Ding Yaping und kam so auf Platz fünf. Mit Hilfe der Zugänge Nicole Struse, Alessia Arisi, Alexandra Scheld und Bethan Daunton sowie der seit 1994 dem Verein angehörenden Elke Pangert gelang 1998 der Aufstieg in das Oberhaus. Renáta Štrbíková (CSR) und Ekaterina Edel ersetzten die abgewanderten Alessia Arisi und Bethan Daunton und wurden in dieser Besetzung Sechster und 1999/2000 Achter. 2000 nannte sich der Verein um in Team Heidifoto Coesfeld, in der folgenden Saison 2000/01 kam das Team auf Platz sechs und danach auf Platz acht. Am Ende dieser Saison 2001/02 zog der Verein die Mannschaft aus finanziellen Gründen in die Oberliga zurück.